# Jaroslaw Derega
Jaroslaw Derega (ukrainisch Ярослав Степанович Дереґа) (* 15. Juli 1955 in Lwiw, Ukrainische SSR) ist ein ukrainischer Sinologe.
Er studierte in Lwiw, Moskau und Peking und lehrt an der Iwan-Franko-Universität zu Lwiw.
Derega verfasste das erste in der Ukraine erschienene Lehrbuch der chinesischen Sprache „Китайська грамота для дорослих“ („Chinesisch für Erwachsene“, 2006), das erste in der Ukraine erschienene Lehrbuch der chinesischen Sprache für jedermann „Китайська грамота для дітей від 9 до 209“ („Chinesisch für Jedermann“, 2009), sowie ein Lehrbuch der chinesischen Sprache für Kinder „Знаки неба“ („Zeichen des Himmels“, 2010).

## Arbeiten zur chinesischen Sprache
- „Китайська грамота для дорослих” (“Chinesisch für Erwachsene”). Lwiw, Decameron-2002, 2006, 924 S., ISBN 966-96481-0-6
- „Китайська грамота для дітей від 9 до 209” (“Chinesisch für Jedermann”). Lwiw, Decameron-2002, 2009, 304 S., ISBN 966-96481-1-4
- „Знаки неба” (“Zeichen des Himmels”) [3 Bände, 232 S.], Lwiw, Decameron-2002, 2010

## Andere Werke
- „Євангеліє від дитинства” (“Das Evangelium nach Kindheit”). Lwiw, Decameron-2002, 2006, 108 S.